# EagleBank Arena
EagleBank Arena, anteriormente chamada de Patriot Center, é uma arena multi-uso  de 10.000 lugares, localizada em Fairfax, Virgínia, Estados Unidos.
Abriu em 4 de outubro de 1985.
O custo de construção foi de U$ 16 milhões.
Está localizada no campus da Universidade George Mason (que tem mais de 30.000 alunos), e atraiu 9,6 milhões de pessoas para mais de 2.958 eventos. Em 2010, o então Patriot Center ficou em 7º lugar em âmbito nacional, e 12ª lugar em todo o mundo, de acordo com a venda de ingressos para salas com capacidades entre 10.001 e 15.000 pessoas, de acordo com a publicação Venues Today. Também em 2010, o local foi classificado como a 8ª em todo o país e 18ª em todo o mundo pelos resultados de bilheteria, de arenas com capacidade entre 10.001 e 15.000 pessoas, pela revista Billboard.
Em 7 de maio de 2015, a universidade anunciou que o nome seria mudado para "EagleBank Arena", após um acordo de parceria com a EagleBank. A mudança passou a ter validade a partir de 1 de julho do mesmo ano, passando então a empresa a deter os direitos de nome do local.